# 山门口站
山门口站位于中华人民共和国陕西省西安市雁塔区丈八东路与子午大道和紫薇西坊交叉口，是西安地铁8号线的地铁车站。

## 车站结构
山门口为地下二层岛式站台车站。本站未来将作为7号线与8号线的换乘站，设计为T字型节点换乘，站台中部可见节点预留。
| 地面              | 出入口 | A-D出入口                                                                                           |
| 地下一层          | 站厅   | 客服中心、自动售票机、长安通自助机                                                                  |
| 地下二层          | 站台   | \| \| \| █ 8号线内环（省体育馆） \| \| 島式 · 開左邊车门 \| \| \| \| \| \| █ 8号线外环（安化门） \| |
|                   |        | █ 8号线内环（省体育馆）                                                                             |
| 島式 · 開左邊车门 |        | |
|                   |        | █ 8号线外环（安化门）                                                                               |

## 公共艺术
本站是8号线29座标准站之一，所处的南段以“夏之红”为装潢主题色。

## 出入口
山门口站设有4个出入口。
|            |                                                        |      |
| 编号       | 指示                                                   | 图片 |
| A          | 丈八东路（北）、紫薇西坊、电子六路                     |      |
| B          | 子午大道（西）、丈八东路（南）、长善路、东华林路       |      |
| C          | 子午大道（东）、丈八东路（南）、长善路、齐王路、金石路 |      |
| D          | 丈八东路（北）、紫薇西坊、电子六路                     |      |
| 无障碍电梯 |                                                        |      |

## 历史

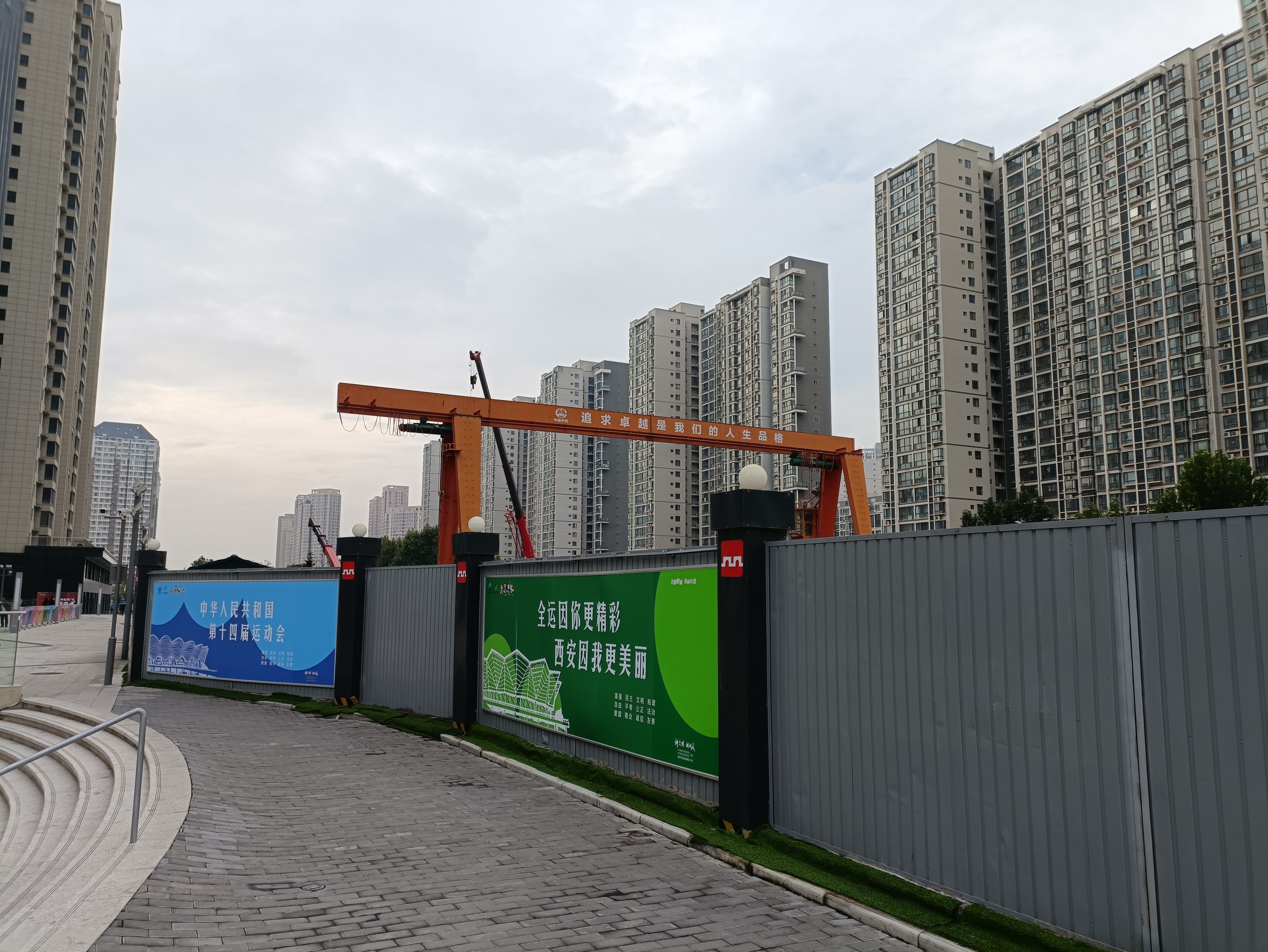
车站工地，2021年10月

本站在建设时称作电子城站，第一次站名公示保留电子城站的原称，第二次公示修改为北沈家桥站，正式站名则定为山门口站。山门口这一名称最早出现在唐代，原称三门口，以唐长安城的安化门有三个门洞而得名。
- 2023年8月，车站封顶[6]。
- 2024年12月26日，车站随8号线通车启用[7]。